# Palmgeier

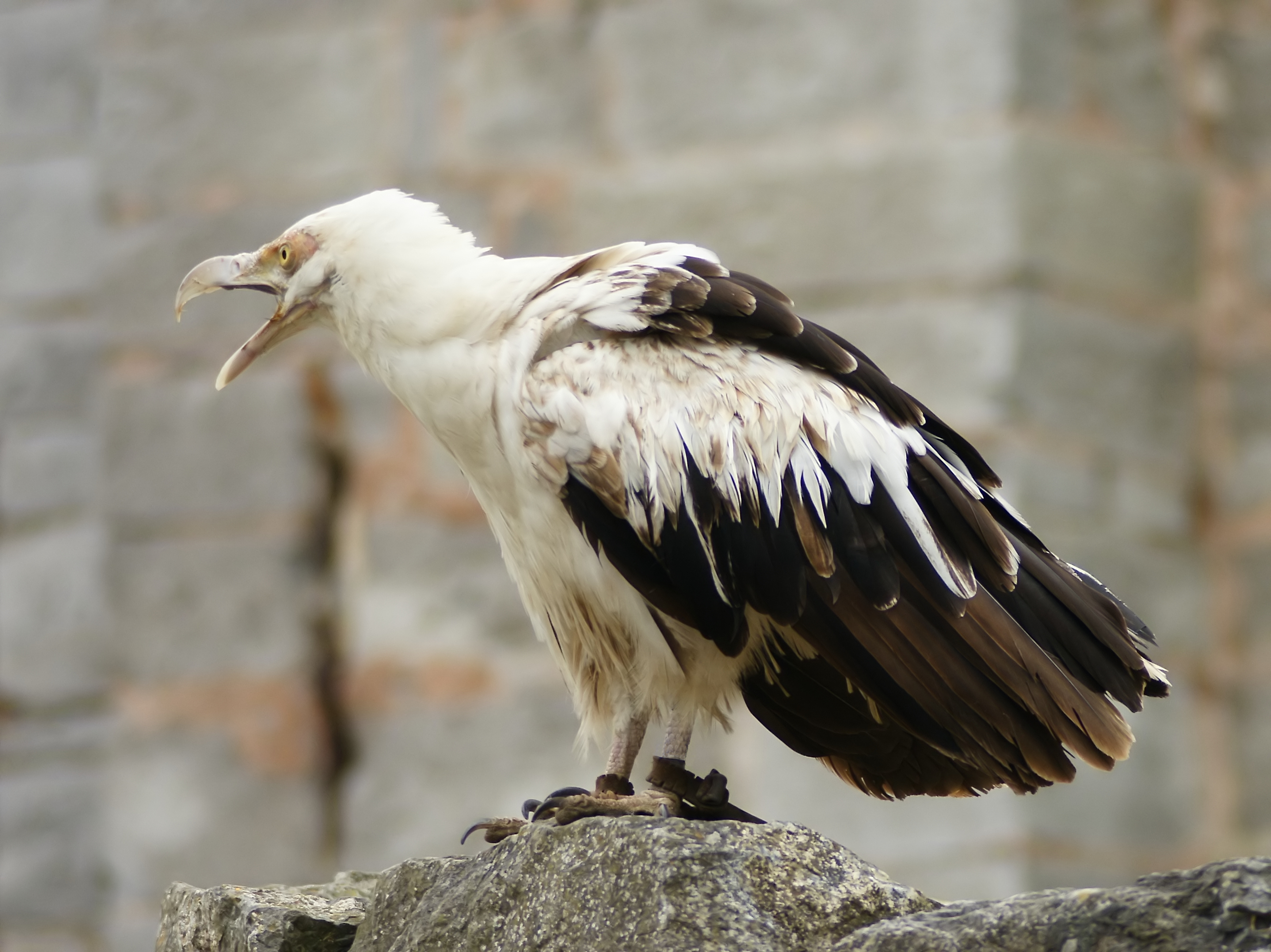
Immaturer Palmgeier

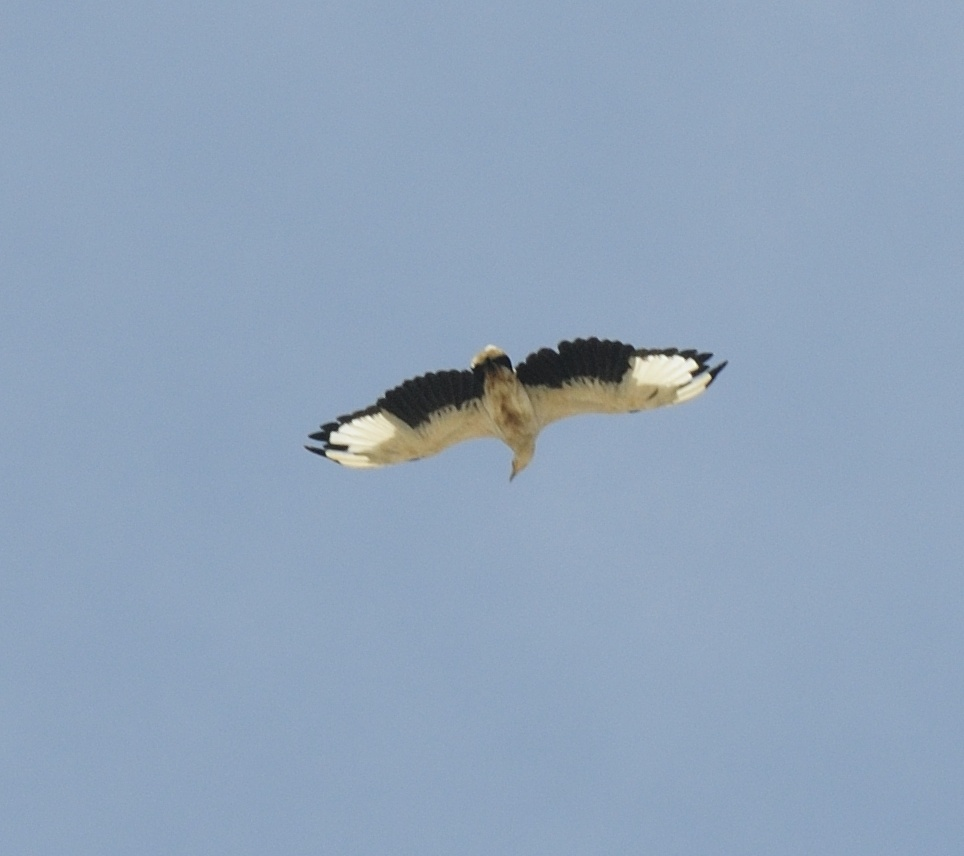
Flugbild des Palmgeiers

Der Palmgeier (Gypohierax angolensis) ist ein Greifvogel aus der Familie der Habichtartigen (Accipitridae). Die Gattung Gypohierax ist monotypisch mit dem Palmgeier als einziger Art. Das geschlossene Verbreitungsgebiet erstreckt sich über weite Teile der zentralen und westlichen Afrotropis. In der östlichen Afrotropis sind die Vorkommen disjunkt und weitgehend auf die Küsten beschränkt. Die Art bewohnt in erster Linie Wald und Waldland, oder mit Wald durchsetzte landwirtschaftliche Flächen meist in Wassernähe. In den besiedelten Landschaften gibt es fast immer Vorkommen von Palmen der Gattung Raphia oder Ölpalmen, deren Früchte einen erheblichen Teil der Nahrung des Palmgeiers ausmachen. Die Tiere bewohnen daher auch die Randbereiche von Ölpalmenplantagen.
Die Art ist recht häufig und der Bestand offenbar stabil. Die Bestandssituation des Palmgeiers wurde 2016 in der Roten Liste gefährdeter Arten der IUCN als „Least Concern (LC)“ = „nicht gefährdet“ eingestuft.

## Beschreibung
Palmgeier sind mittelgroße, recht kräftig gebaute Greifvögel mit breiten, aber relativ kurzen Flügeln, einem sehr kurzen gerundeten Schwanz, recht kleinem Kopf und kräftigem langen Schnabel. Das Gesicht ist weitgehend unbefiedert und eine weitere schmale unbefiederte Zone reicht von der Basis des Unterschnabels nach hinten, bis etwa unter die Ohrdecken. Weibchen sind nur wenig größer und schwerer als Männchen, die Geschlechter unterscheiden sich ansonsten nicht. Die Körperlänge beträgt 57–65 cm, die Flügelspannweite 135–155 cm und das Gewicht 1,2–1,8 kg.
Adulte Vögel sind sehr markant gefärbt. Die Schulterfedern, die großen Oberflügeldecken, die Armschwingen, die Spitzen der Handschwingen sowie Basen der Steuerfedern sind schwarz. Das gesamte übrige Gefieder ist dazu stark kontrastierend einfarbig weiß. Die unbefiederte Haut am Kopf ist rot oder orangerot, die Iris gelb. Der Schnabel ist gelblich, die Wachshaut am Schnabel blaugrau. Die Beine und Zehen sind blass orange bis bräunlich gelb.
Frisch ausgeflogene Jungvögel sehen völlig anders aus. Die Tiere sind insgesamt recht einfarbig beige braun. Das hellste Braun zeigen Kopf, Flügeldecken und die Unterseite des Rumpfes. Oberer Rücken und Schulterfedern sind dunkler braun, Schwingen und Steuerfedern noch dunkler schwärzlich braun. Die unbefiederte Haut am Kopf ist gelblich grau oder bräunlich gelb, die Iris dunkelbraun. Schnabel und Wachshaut sind gelblich grau, Beine und Zehen blass schmutzig weiß bis graubraun. Das vollständige Adultkleid wird im Alter von 4 Jahren (5. Kalenderjahr) erreicht.

## Lautäußerungen
Die Tiere sind als vergleichsweise wenig ruffreudig bekannt. Beschrieben sind aber eine Art Knurren beim Fressen, ein entenähnliches Quaken an Schlafplätzen und krächzende Rufe, zischende Pfeiftöne sowie bellende und andere kehlige Laute in verschiedenen Kontexten.

## Systematik
Für den Palmgeier werden keine Unterarten anerkannt. Die systematische Stellung der Art innerhalb der Habichtartigen war lange unklar. Neuere molekulargenetische Untersuchungen der mitochondrialen DNA und der DNA des Zellkerns stellen den Palmgeier in die ausschließlich altweltliche Unterfamilie Gypaetinae; er steht in einem Schwestertaxonverhältnis zu den drei anderen Arten dieser sehr heterogenen Unterfamilie (Geckoweih (Eutriorchis astur), Bartgeier (Gypaetus barbatus) und Schmutzgeier (Neophron percnopterus)).

## Verbreitung und Lebensraum
Das weitgehend geschlossene Verbreitungsgebiet umfasst weite Teile der zentralen und westlichen Afrotropis zwischen 15° N und 29° S. In West-Ost-Richtung erstreckt sich das geschlossene Areal vom Senegal und Gambia, über den Süden Malis und das mittlere Nigeria, bis in den Süden des Sudan und von dort nach Süden bis in den Norden Angolas und Sambias. Daran schließen sich nach Osten mehr oder weniger disjunkte, weitgehend auf küstennahe Gebiete beschränkte Vorkommen im äußersten Nordosten von Südafrika, in Mosambik sowie in Kenia und Tansania an. Das Gesamtverbreitungsgebiet umfasst etwa 11,3 Mio. km².
Die Art bewohnt in erster Linie Wald und Waldland oder mit Wald durchsetzte landwirtschaftliche Flächen meist in Wassernähe. In den besiedelten Landschaften gibt es fast immer Vorkommen von Palmen der Gattung Raphia oder Ölpalmen. Die Tiere besiedeln auch die Randbereiche von Ölpalmenplantagen.

## Jagdweise und Ernährung
Der Palmgeier ist eine der wenigen Greifvogelarten, deren Nahrung zu einem erheblichen Teil aus Früchten besteht. Sie können bei Altvögeln 58 bis 65 % der Nahrung ausmachen, bei Jungvögeln bis zu 92 %. Hauptnahrung sind in weiten Teilen des Verbreitungsgebietes Früchte von Palmen der Gattung Raphia oder Ölpalmen, außerdem zum Beispiel auch Datteln und Upafrüchte. Das Nahrungsspektrum des Palmgeiers ist jedoch sehr breit und umfasst neben Früchten auch Fische und andere kleine Wirbeltiere aller Art, Schnecken, Krabben und andere Wirbellose sowie Aas jeder Größe.
Die Jagd auf Tiere findet vom Ansitz aus, im Suchflug sowie – in Mangroven, entlang von Ufern, oder neben Buschfeuern – auch zu Fuß statt. Fische werden im Überflug von der Wasseroberfläche gegriffen. Zum Fressen von Früchten klettern Palmgeier recht geschickt in Bäumen umher, und die Früchte werden, je nach Art, komplett verschluckt oder erst entschalt und dann stückweise verzehrt.

## Fortpflanzung

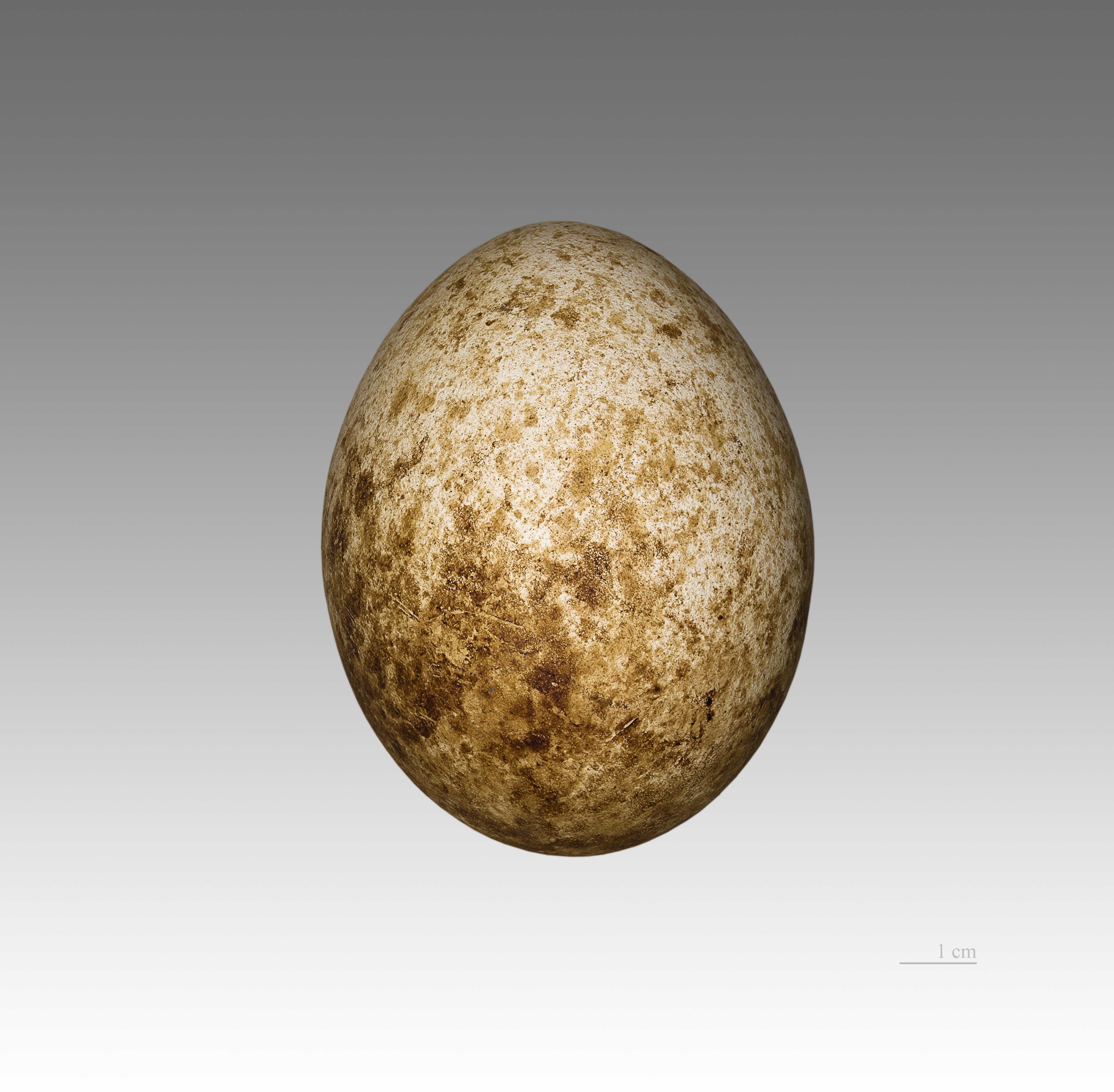
Gypohierax angolensis

Die Art brütet in einzelnen Paaren. Die Balz besteht aus gemeinsamem oder einzelnem Kreisen, gelegentlich zeigen die Tiere Sturzflüge oder werfen sich im Flug auf den Rücken. Die Brutzeit variiert je nach geografischer Verbreitung. Sie fällt in West- und Zentralafrika auf den Zeitraum Oktober/November bis April/Mai, in Angola auf Mai bis November/Dezember, in Ostafrika auf Juni bis Dezember/Januar und in Zululand auf August bis Januar. Das 60 bis 90 cm breite und 30 bis 60 cm hohe Nest wird in 6–60 m Höhe in der Krone von Palmen, Affenbrotbäumen, Bombax sp. und anderen großen Bäumen errichtet. Es besteht aus Ästen und wird vor allem mit Blättern, Sisalfasern, Blütenständen von Palmen und Kot ausgepolstert. Das Gelege umfasst nur ein Ei, das etwa 35–50 Tage lang bebrütet wird. Der Jungvogel verlässt das Nest im Alter von 85 bis über 90 Tagen.

## Bestand und Gefährdung
Für Anfang der 1990er Jahre wurde der Weltbestand auf etwa 240.000 Individuen geschätzt, aktuellere Zahlen liegen nicht vor. Die Art ist zumindest in Teilen ihres Verbreitungsgebietes recht häufig. In vielen Waldbereichen der Niederungen West- und Zentralafrikas ist der Palmgeier der häufigste größere Greifvogel. Der Bestand ist offenbar stabil, und daher wird der Palmgeier von der IUCN als nicht gefährdet („least concern“) eingestuft.